# Kumbarda, Khanapur
Kumbarda là một làng thuộc tehsil Khanapur, huyện Belgaum, bang Karnataka, Ấn Độ.